# Tuân Vĩ
Tuân Vĩ (giản thể: 荀纬; phồn thể: 荀緯; bính âm: Xun Wei; 188 – 223), có sách chép là Cẩu Vĩ (苟緯), tự Công Cao (公高), là nhà văn, quan viên cuối thời Đông Hán và đầu Tào Ngụy thời Tam Quốc trong lịch sử Trung Quốc.

## Cuộc đời
Tuân Vĩ quê ở quận Hà Nội, Tư Lệ, từ lúc còn nhỏ đã yêu thích văn học.
Năm 206, Tào Tháo bổ nhiệm Lương Tập giữ chức Thứ sử Tịnh Châu. Trong thời gian tại nhiệm, Tập đã tiến cử các danh sĩ trong châu quận như Tuân Vĩ, Thường Lâm, Dương Tuấn, Vương Tượng,... ở Hà Nội, Vương Lăng ở Thái Nguyên,... cho Tào Tháo, đều được đề bạt làm Huyện trưởng.
Thời Kiến An (196–220), Tuân Vĩ được Tào Phi nể trọng, mời về giữ chức Quân mưu duyện.
Năm 220, Tào Phi thành lập triều Ngụy, đề bạt Tuân Vĩ làm Thái tử trung thứ tử, rồi Tán kỵ thường thị, Việt kỵ hiệu úy.
Năm 222, Tào Phi tuần du Uyển Thành, lấy cớ thành trì không phồn vinh để buộc tội Thái thú Nam Dương Dương Tuấn. Đồng hương của Tuấn là Thượng thư bộc xạ Tư Mã Ý, Tán kỵ thường thị Vương Tượng cùng Việt kỵ hiệu úy Tuân Vĩ đều đến xa giá cầu xin, dập đầu đến chảy máu, nhưng Tào Phi vẫn không muốn tha thứ. Dương Tuấn chán nản tự sát.
Năm 223, Tuân Vĩ buồn bực mà chết, thọ 42 tuổi.

## Tác phẩm
Tuân Vĩ giỏi văn, nhưng tất cả các tác phẩm đều đã thất lạc, không xuất hiện ngay cả trong Toàn Tam Quốc văn. Ngư Hoạn đánh giá Hàm Đan Thuần, Bà Khâm, Lộ Túy, Đinh Nghi, Đinh Dị, Dương Tu, Tuân Vĩ đều có tài năng văn học, nhưng không được xếp vào nhóm Kiến An thất tử.

## Trong văn hóa
Tuân Vĩ không xuất hiện trong tiểu thuyết Tam quốc diễn nghĩa của La Quán Trung.